# Polyvinyl Record Co.
Polyvinyl Record Co. es una discográfica independiente estadounidense basada en Chicago. Ha sacado a la venta discos que vale la pena mencionar; por ejemplo, de Japandroids, Braid, Mates of State, Vivian Girls, y muchos otros.

## Historia
La Polyvinyl Record Company fue creada originalmente por Matt Lunsford y Darcie Knight en 1994 mientras ambos cursaban la preparatoria. Sus orígenes fueron el resultado de una escena musical prolífica en Urbana-Champaign, Illinois, cuando Lunsford y Knight crearon una publicación llamada Polyvinyl Press (La Prensa Polyvinyl). Al crecer la publicación, también lo hicieron los vínculos con artistas independientes sin discográfica. Así, la edición de julio de 1995 de la Polyvinyl Press incluía un EP de 7 pulgadas con Back of Dave y Walker. En 1998, el álbum del artista Braid se vuelve su primera publicación importante, ya que este le dio a la firma exposición nacional en Estados Unidos, y abrió las puertas de representación de un número más grande de artistas.
Polyvinyl se vuelve una discográfica importante con el éxito del álbum de of Montreal, The Sunlandic Twins de 2005. Dicho álbum produjo tres sencillos y atención de la televisión y medios nacionales. Respondiendo a esta expansión, Polyvinyl crea una sucursal en San Francisco  en 2008.
Actualmente, Polyvinyl tiene una familia de 21 bandas, incluyendo nombres internacionales como la banda noruega de synthpop Casiokids, y los australianos de Architecture in Helsinki. y ha editado más de 200 álbumes.

## Lista de artistas actuales
| - 31Knots - Aloha - American Football - Architecture in Helsinki - Asobi Seksu - Casiokids - Deerhoof - Headlights | - Ida - James Husband - Japandroids - Joan of Arc - Loney Dear - Love Is All - of Montreal | - Owen - Cale Parks - Picastro - Saturday Looks Good To Me - Someone Still Loves You Boris Yeltsin - Stagnant Pools - Starfucker - Vivian Girls - Xiu Xiu |

## Lista completa de artistas
| - AM/FM - Ativin - Audible - Braid - Calvin Krime - Collections of Colonies of Bees - Corm - Decibully - Faux Hoax | - Friction - Hail Social - The Ivory Coast - Kerosene 454 - Kyle Fischer - The Like Young - The M's - Mates of State - Matt Pond PA - The One Up Downstairs | - Paris, Texas - Pele - Radio Flyer - Rainer Maria - The Red Hot Valentines - Saturday Looks Good To Me - Sunday's Best - Tu Fawning - Volcano, I'm Still Excited!! - xbxrx - ZZZZ |